# Djurpark

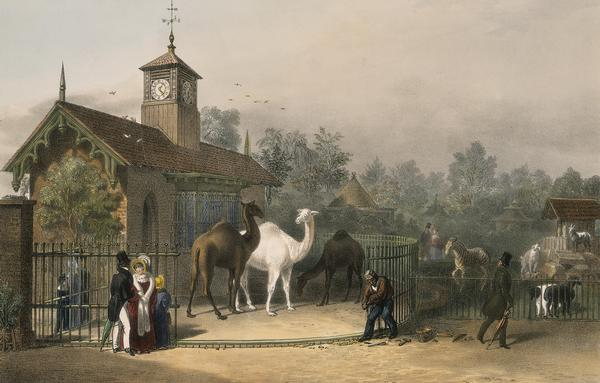
Målning som visar Londons zoo omkring 1835.

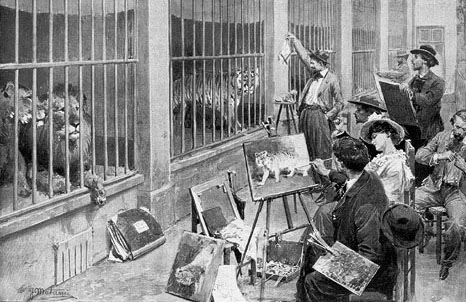
En illustration av konstnärer i en djurpark i Frankrike från 1902

En djurpark, zoologisk trädgård eller ett zoo är en plats där både vilda och, eller tama djur hålls i inhägnader eller burar så att besökare kan beskåda dem. Termen "zoo" kommer från "zoologi" som är läran om djurriket. Förkortningen "zoo" användes för första gången vid Londons Zoologiska Trädgårdar i mitten av 1800-talet. 

## Historia och etymologi
Tidiga kända djursamlingar är kända från egyptiska, assyriska, kinesiska och aztekiska kungadömen. Omkring år 1500 f.Kr. hölls en giraff i guden Amons heliga trädgårdar. Montezumas aviarier med fåglar, rovdjur och reptiler är beskrivna från Hernán Cortés tid i Sydamerika. Efter romarrikets fall finns ingen djurpark dokumenterad i Europa fram till renässansen, när furstar åter började anlägga djurparker.

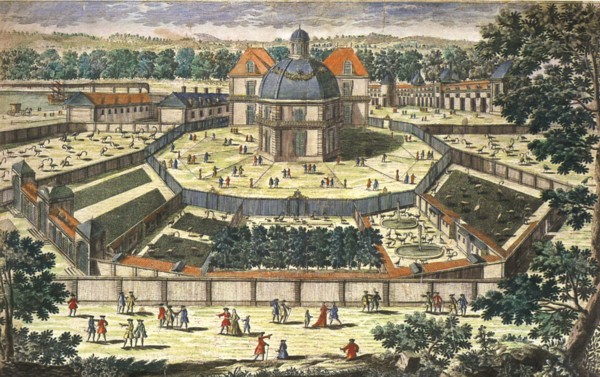
Versailles menageri från Louis XVI:s tid

Termen djurpark går tillbaka på ordet djurgård från tyskans Tiergarten, vilket under medeltiden innebar ett område med vilda djur, oftast hjortar och liknande inhemsk fauna. Ofta var djurgårdarna före detta jaktmarker för kungligheter. Än idag heter djurparken i Helsingfors på lite äldre finlandssvenska Högholmens djurgård. Området Djurgården i Stockholm hägnades in som hjortpark av kung Karl XI på 1680-talet. Offentliga eller privata inrättningar med burar med tropiska djur kallades på den här tiden menagerier, men ibland hölls djuren ensamma i en bur, som till exempel lejon på Lejonslätten eller i Humlegården i Stockholm. I städer som Berlin och Bern fanns det björngropar, varav några finns kvar än i dag. Under 1800-talet när de första egentliga urbana djurparkerna grundades, kom begreppet att "gå ihop" när egenskaper från båda begreppen förenades på ett ställe. Zoo är en förkortning av zoologisk trädgård.
1752 grundades världens äldsta zoo, Tiergarten Schönbrunn, i Wien av Frans I av Österrike och Maria Teresia av Österrike. I Jardin des Plantes i Paris anlades 1793 ett menageri med djur från olika privata djursamlingar och 1828 grundade The Zoological Society det berömda London Zoo i Regent's Park. Under 1800-talet grundades flera av Europas stora djurparker i Dublin 1830, Bristol 1835, Manchester 1836, Amsterdam 1838, Antwerpen 1843, Berlin 1844, Rotterdam och Melbourne 1857, Frankfurt am Main 1858, Köpenhamn 1859, Köln 1860, Moskva, Dresden 1864, Hannover, Karlsruhe och Wrocław 1865, Budapest 1866, och Basel 1875.
Den första amerikanska djurparken grundades 1875 i Cincinnati, vilken följdes av Leipzig 1878, New York 1879, och under följande år byggdes djurparker i nästan alla större städer i världen, som Helsingfors 1889, Skansen 1891 i Stockholm, Barcelona 1892. 1907 grundades och öppnades den berömda Carl Hagenbecks Tierpark i Hamburg. Detta är en milstolpe inom djurparkernas historia. Carl Hagenbeck experimenterade med att använda vallgravar och vatten som hinder mellan djuren och människorna. Omgivningen skulle likna miljön djuren lever i. På 1900-talet tillkommer ett flertal stora och kända zoon, bl.a. Nürnberg, Tierpark Hellabrunn i München, Vincennes Zoo i Paris, Rom, Edinburgh, Chester, Paignton, Lissabon, Stuttgart, Dortmund, Duisburg, Zürich, Ålborg, Warszawa, Rostock, Prag och Madrid.

## Svenska djurparker
I Stockholm höll kungen ett hjorthägn, och flera svenska kungligheter höll exotiska djur som lejon, tigrar och strutsar, men dessa var inte öppna lokaler dit allmänheten hade fritt tillträde, utom möjligen "lejonkulan" invid Stockholms slott Tre kronor, och en isbjörn skänkt av tsar Peter hölls på Helgeandsholmen under 1680-talet i en anläggning som gav den möjlighet att simma i Stockholms ström.

### 1800-talet
De första publika djursamlingarna i Sverige visades på kringresande menagerier. De drevs ofta av tyska direktörer, som Andreas Lehmann, Gustaf Eisfeldt, Albert Philadelphia och Heinrich Scholz. Kreutzbergs menageri gästade bl a Humlegården i Stockholm 1859. Eisfeldts menageri förefaller även haft avel av lejon, en tidning skriver 1888  ”nu hafva också tre lejonungar skådat dager der i eisfeldtska menageriet. De första fasta menageriet drevs av Jean Gautier som slog sig ned på Stockholms Tivoli (vid nuvarande Skansens nedre del) i mitten på 1870-talet. När Skansen senare etablerades (1891) fortsatte man att visa en del vilda djur på området.

### 1900-talet
Furuviksparken öster om Gävle grundades år 1900. År 1916 förbjöds menagerier i Sverige, och levde sedan bara vidare i cirkusform.
Senare öppnade djurparker är Borås. Där och på efterföljaren Kolmårdens djurpark lät man flera djur leva tillsammans på savannliknande områden. Experter trodde inte att detta skulle vara möjligt, men idag använder man detta sätt att visa upp djur i stort sett i alla djurparker runt om på vår jord. Andra öppnade djurparker under 1900-talet är Parken Zoo i Eskilstuna, Frösö Zoo på Frösön i Jämtland, Junsele Djurpark norr om Sollefteå, Järvzoo mitt i Järvsö, Lycksele Djurpark i Lappland, Nordens Ark vid Hunnebostrand i Bohuslän, Orsa Rovdjurspark, Skånes Djurpark vid Höör i Skåne, Ystad Djurpark i Ystad i Skåne, och Ölands Djurpark i Färjestaden. Senare har även Helsingborgs djur och lekpark öppnat.

### Akvarier, terrarier och tropikhus
Aquaria vattenmuseum i Stockholm, Tropicarium i Kolmården, Skansen-Akvariet i Stockholm, Tropikariet i Helsingborg, Universeum i Göteborg.

## Djurparksavelns historia

### Några årtal för första avel av en djurart
- 1958 föddes den första Flamingon i Basel Zoo.
- 1959 föddes den första Gorillan i Basel Zoo.
- 1960 föddes den första av svart noshörning i Rotterdam Zoo.
- 1961 föddes den första kongopåfågeln i Rotterdam Zoo.
- 1962 föddes den första dvärgschimpansen och jordsvin i Rotterdam Zoo.[2]

Aveln av utrotningshotade djurarter har kommit att bli en viktig del av djurparkernas funktion och arbete. Den europeiska Visenten är ett sådant exempel. Efter att de utrotats i naturen planterades ett antal visenter ut i Polen där de åter ingår i den inhemska faunan. 1927 sköts den sista vilda visenten i världen. I världen fanns då endast 56 djur kvar, levande i djurparker, varav 54 kunde användas i avel. Samtliga nu levande djur härstammar från 12 djur. Skansen Kunde släppa ut de första visenterna i naturreservat i Polen som bildats på 1920-talet. Idag bedrivs ett gediget avelsarbete för att bevara arten. Idag finns det 4500 stambokförda visenter varav 60% frilevande. Polen har varit ledande under lång tid, bland annat genom sin nationalpark Białowieża. Vilda bestånd finns i Polen, Ukraina, Litauen, Ryssland, Rumänien och Vitryssland. De sista exemplaren av Arabisk oryx räddades från utrotning genom att de togs till Phoenix Zoo i Arizona 1962.

## Djurparker idag

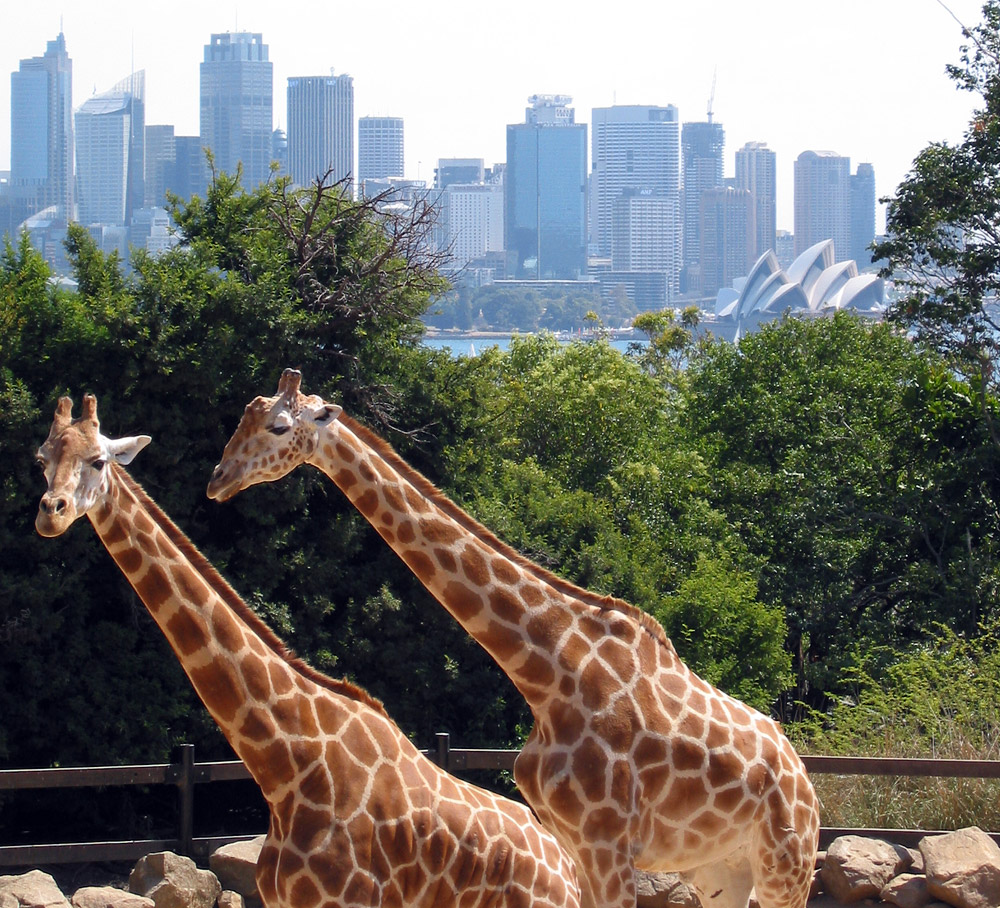
Giraffer i Taronga Zoo, Sydney

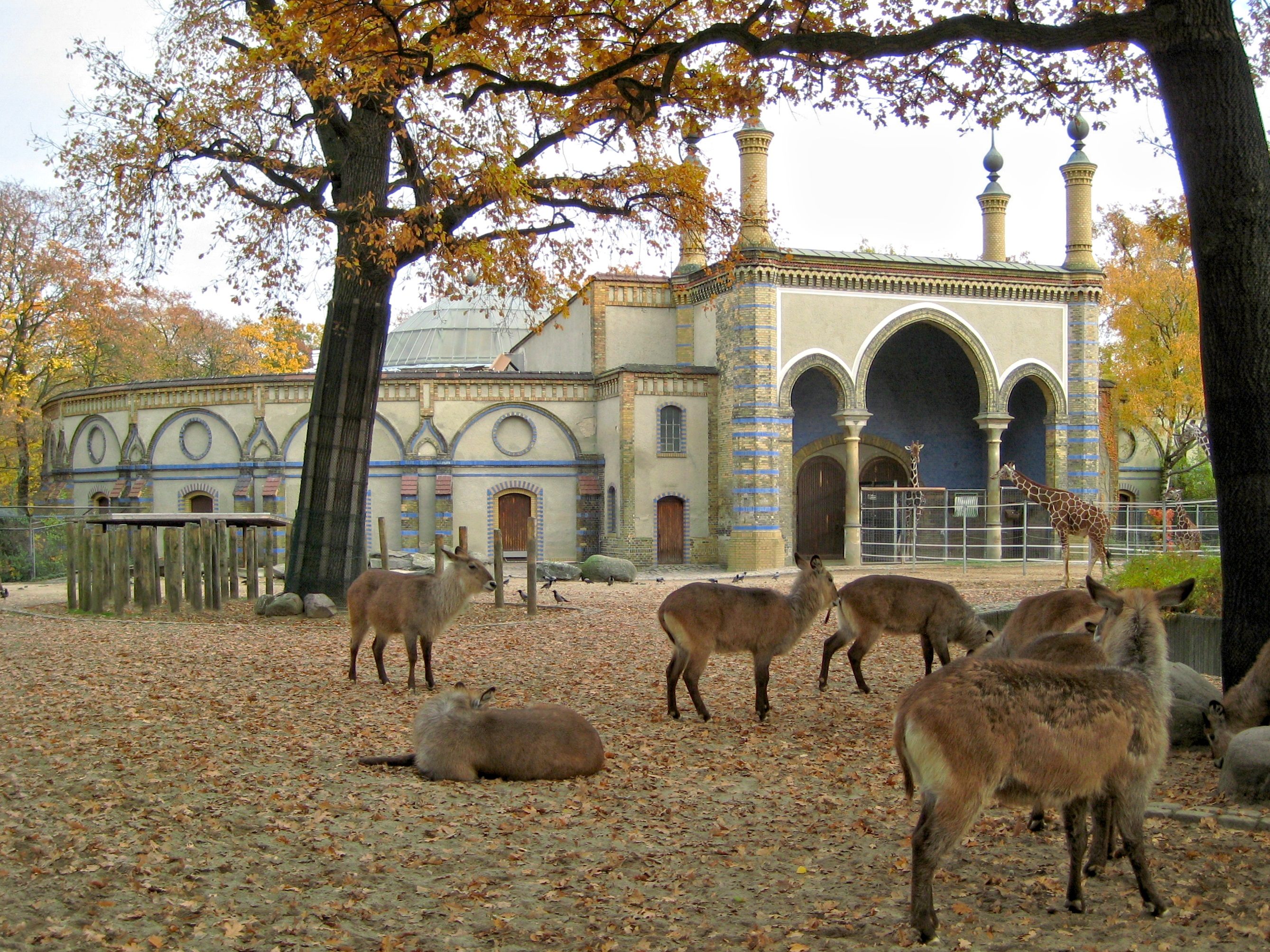
Antiloper framför sitt stall

Djurparker idag arbetar med att efterlikna djurens naturliga miljö. Genom miljöberikning ges djuren möjlighet att uttrycka sina artspecifika beteenden, ges kontroll över sin tillvaro och valmöjligheter. Det kan vara att låta djuren leva tillsammans i samma sociala organisation som de gör normalt i naturen. För djur som i frihet ägnar stor tid åt att söka efter föda gömmer man fodret i anläggningen. Klättrande djur ges möjlighet till att klättra i sin anläggning och så vidare. Detta gör att det blir så likt ett liv i frihet som möjligt. Idag tränas många djurparksdjur med syfte att undvika stress, öka djurvälfärd och det kan t.ex. vara att träna djur att själva låta sig vägas, gå in i en transportlåda eller låta djurvårdaren titta på tänder. 
Syftet med djurparker idag har förändrats med tiden. Idag arbetar djurparkerna med artbevarande; arter som idag är hotade i naturen ingår i bevarandeprojekt som t.ex. EEP, European Endangered species Program, ett bevarandeprojekt i EAZA:s regi, den europeiska djurparksföreningen. Djurarter som idag inte är hotade hålls i djurparker som en slags reservpopulation, framtiden i naturen ser oviss ut och en djurart kan snabbt bli utrotningshotad. Exempel på djurarter som skulle vara utrotade idag om de inte funnits i djurparker är Visenten, den europeiska bisonoxen. Under första världskriget utrotades de helt i naturen och det fanns enbart 54 individer kvar i hela världen och samtliga i djurparker eller privata hägn. Skansen var först ut att skicka djur till nystartade nationalparker på 1920-talet. 
Djurparkerna arbetar med utbildning av allmänhet och skolklasser och väcker intresse för djur och natur och artbevarande. Genom dagliga guidningar, informationsskyltar kan allmänheten lära sig om djur och natur. Genom bokade skolvisningar kan skolbarn undervisas i samma ämne enligt läroplanen.
Världens nordligaste zoo är Polar Zoo i Bardu nära Narvik i Norge, världens nordligaste zoo med både nordiska och exotiska djur är Frösö Zoo på Frösön i Storsjön vid Östersund i Sverige och världens sydligaste zoo är Reservation Animal Park Zoo i Gore på sydön i Nya Zeeland. Nordens största zoo till ytan är Kolmårdens Djurpark.

## Organisationer

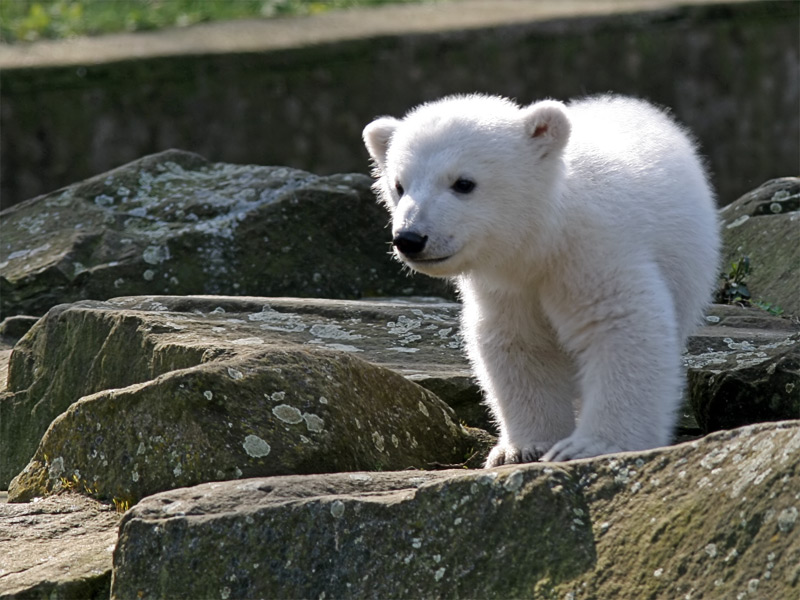
Isbjörnsungen Knut från Berlins zoo

Djurparker idag samarbetar i olika regionala och globala organisationer. I organisationerna bedriver man tillsammans bevarandearbete med avelsprojekt och man utbyter kunskap och erfarenheter. I Sverige är de större djurparkerna medlemmar i Svenska Djurparksföreningen, (SDF). Många är även medlemmar i den europeiska djurparksföreningen EAZA (European Association of Zoos and Aquaria). Ett mindre antal är också medlemmar i den internationella djurparksorganisationen WAZA, World association of Zoos and Aquaria.